# Action This Day
«Action This Day» (Acción este Día) es una canción escrita por Roger Taylor, baterista de la banda de rock inglesa Queen, y la canción fue realizada en 1982 como parte del álbum Hot Space. "Action This Day", una de las dos canciones de Taylor que aparecen en el álbum, fue claramente influenciada por el movimiento / estilo new wave actual en ese momento; la pista es impulsada por una caja de ritmos electrónica en 2/4 y presenta un solo de saxofón, interpretado por el músico de sesión italiano Dino Solera. "Action This Day" toma su título de una frase de Winston Churchill que el estadista adjuntaría a documentos urgentes, y recapitula el tema de la conciencia social que Taylor abrazó en muchas de sus canciones. 
«Action This Day» toma su nombre de un discurso hecho por Winston Churchill. la canción fue interpretada con bastante frecuencia durante el Hot Space Tour, pero se cambiaban los sintetizadores y la máquina de percusión por un sección más roquera. La canción se puede encontrar en el DVD que lleva el nombre de Queen on Fire - Live at the Bowl y en la remasterización del álbum Hot Space del año 2011.
Curiosamente para la canción "Yeah" del Álbum Made in Heaven, y para la canción "It's Beautiful Day (Reprise)", se tomó un "Yeah" cantado por Freddie Mercury en esta canción, posteriormente fue editado e incluido en el Álbum.

## Interpretaciones y actuaciones en vivo
La banda realizó "Action This Day" en vivo en el Hot Space Tour con un arreglo más convencional, reemplazando la caja de ritmos y el sintetizador de bajo con una sección de ritmo de rock y un sintetizador real reemplazando el solo de saxofón. Los versos son duetos entre Taylor y Mercury, mientras que ambos cantan el coro.

## Créditos
- Escrita por: Roger Taylor
- Producida por: Queen y Mack
- Músicos:
- Freddie Mercury: voz líder y coros, piano, bajo sintetizado
- Roger Taylor: voz líder y coros, batería, sintetizador, guitarra eléctrica, bajo sintetizado
- Brian May: guitarras
- Mack: sintetizador, bajo sintetizado
- Dino Solera: saxofón

- Datos: Q11679645